# Gare des Grésillons
Ne doit pas être confondu avec Grésillons.
La gare des Grésillons est une gare ferroviaire française de la ligne d'Ermont - Eaubonne à Champ-de-Mars (VMI) et anciennement de la ligne de La Plaine à Ermont - Eaubonne, située sur le territoire de la commune de Gennevilliers, à proximité immédiate d'Asnières-sur-Seine, dans le département des Hauts-de-Seine, en région Île-de-France.
Ouverte en 1908 en tant que simple halte et en 1988 comme gare RER, c'est une gare de la Société nationale des chemins de fer français (SNCF) desservie par les trains de la ligne C du RER. Elle est située avenue des Grésillons, qui marque la limite entre les deux communes susnommées, près de la zone industrielle des Caboeufs.

## Situation ferroviaire
La gare est située au point kilométrique (PK) 12,731 de la ligne d'Ermont - Eaubonne à Champ-de-Mars, entre les gares de Saint-Ouen et de Gennevilliers.

## Histoire
La gare actuelle de 1988 est mise en service à l'occasion de l'ouverture de la branche Vallée de Montmorency pour constituer la branche nord du RER C. Elle succède à la halte des Grésillons qui date de la mise en service en 1908 de la ligne du même nom qui allait de Paris-Nord à Ermont-Eaubonne.
Située dans le quartier des Grésillons, commun aux communes d'Asnières et Gennevilliers, la gare est implantée dans un environnement industriel et actuellement en profonde reconversion.
En 2022, selon les estimations de la SNCF, la fréquentation annuelle de la gare est de 2 274 636 voyageurs.

## Service voyageurs

### Accueil
La gare est composée de deux quais et deux voies, ainsi que d'un bâtiment voyageurs, construit lors de son ouverture en tant que gare RER en 1988. Celui-ci est équipé des services classiques des gares Transilien : billetterie, ascenseur ainsi qu'un point d'accueil. Elle possède une seule est unique entrée située Avenue des Grésillons et qui donne accès aux deux quais de la gare. La correspondance avec les lignes de bus se fait par voie publique, à proximité immédiate de la gare.

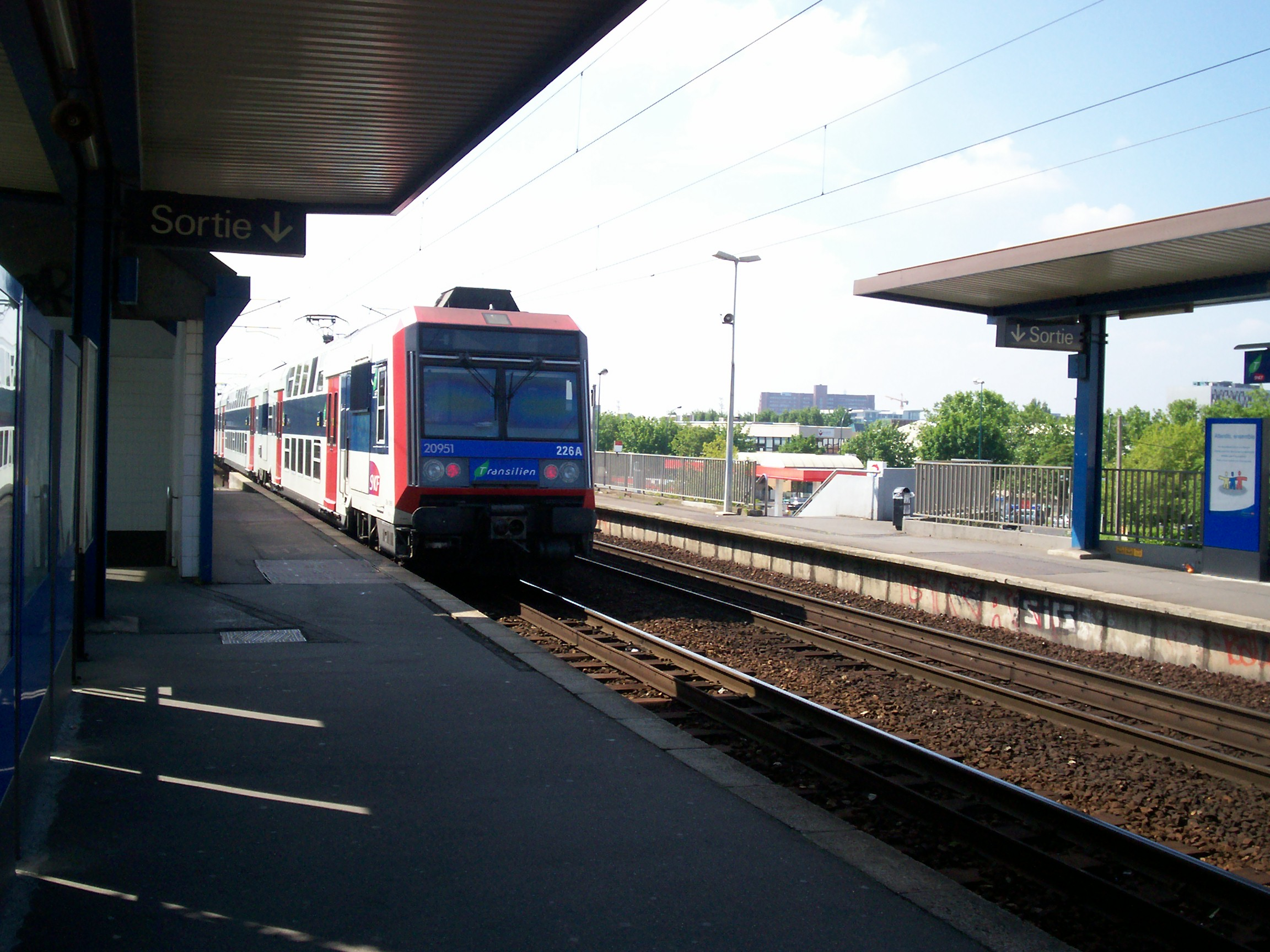
Quais avec une rame Z 20900 entrant en gare en direction de Pontoise.

### Desserte
La desserte est assurée par des trains à destination de Pontoise vers le nord (missions NORA) et en direction de Massy - Palaiseau au sud (missions MONA). La fréquence est d'un quart d'heure dans les deux sens avec une mission sur deux limitée au nord à Montigny - Beauchamp (GOTA) et au sud à Pont de Rungis (ROMI).
En semaine, la desserte est complétée aux heures de pointe par des missions :
- le matin, à destination de Bibliothèque François-Mitterrand (FOOT) ;
- le soir, à destination de Brétigny (BALI) voire de Dourdan (DEBA).

L'ensemble de ces missions desservent des quartiers du centre de Paris : Champ de Mars - Tour Eiffel, Saint-Michel - Notre-Dame, gare d'Austerlitz, etc.

### Intermodalité
La gare est desservie directement par les lignes 177, 277, 366 et 577 du réseau de bus RATP (tandis que la ligne 138 passe à proximité), et la nuit, par les lignes N148 et N154 du réseau Noctilien.

## Projets
La gare pourrait offrir en 2030 une correspondance avec le réseau du Grand Paris Express.
Périphériques, Marin+Trottin Architectes est chargé de concevoir et de réaliser le bâtiment de la station.
Dans un premier temps la ligne 15 desservirait cette gare, section ouest de la ligne, entre Pont de Sèvres et Saint-Denis Pleyel.
Ultérieurement, elle pourrait également être desservie après 2030 par le tronçon du Grand Paris Express entre Nanterre-La Folie et Saint-Denis Pleyel via Colombes.